# هالي رام
هالي رام (بالإنجليزية: Haley Ramm)‏ هي ممثلة أمريكية، ولدت في 26 مارس 1992 في الولايات المتحدة.

## أعمال

### أفلام
- (2005) خطة رحلة
- (2007) إلى البرية
- (2007)  سباق مع الوقت
- (2012) غير متصل[4]

### مسلسلات
- تشريح غراي
- التحقيق في موقع الجريمة
- ميامي

## وصلات خارجية
- هالي رام على موقع IMDb (الإنجليزية)
- هالي رام على موقع ألو سيني (الفرنسية)
- هالي رام على موقع أول موفي (الإنجليزية)
- هالي رام على موقع قاعدة بيانات الأفلام السويدية (السويدية)
- هالي رام على موقع قاعدة بيانات الفيلم (الإنجليزية)
- هالي رام على موقع كينوبويسك (الروسية)